# NGC 388
NGC 388 ist eine elliptische Galaxie vom Hubble-Typ E1 im Sternbild Fische auf der Ekliptik. Sie ist schätzungsweise 250 Millionen Lichtjahre von der Milchstraße entfernt und hat einen Durchmesser von etwa 45.000 Lichtjahren.

Gemeinsam mit NGC 375, NGC 379, NGC 380, NGC 382, NGC 383, NGC 384, NGC 385, NGC 386 und NGC 387 bildet sie die Galaxienkette Arp 331. Mit 21 weiteren Galaxien ist sie Mitglied der NGC 452-Gruppe (LGG 18).
Halton Arp gliederte seinen Katalog ungewöhnlicher Galaxien nach rein morphologischen Kriterien in Gruppen. Diese Galaxiengruppe gehört zu der Klasse Ketten von Galaxien.
Das Objekt wurde am 4. November 1850 von dem irischen Astronomen Bindon Blood Stoney, einem Assistenten von William Parsons, entdeckt.